# Ramburg
Die Ramburg ist die Ruine einer Höhenburg im Landkreis Südliche Weinstraße, Rheinland-Pfalz (Deutschland).

## Geographie
Die Ruine Ramburg steht in der Pfalz auf dem 444,2 m ü. NHN hohen Schlossberg oberhalb der Ortschaft Ramberg, durch dessen Tal der Dernbach (linker Quellbach des Eisbachs) fließt. In der Umgebung befinden sich weitere Burgruinen: Burg Modeneck (ca. 2 km ostnordöstlich), Burg Frankenfelsen (ca. 2,5 km ostnordöstlich) und Burg Neuscharfeneck (ca. 2 km südöstlich).

## Geschichte
Die Ramburg wurde als Reichsburg zum Schutz der Reichsburg Trifels unter den Staufern im 12. Jahrhundert errichtet. Die Reichsministerialen sind seit 1163 nachweisbar.
Im Jahr 1519 verkaufte Hans von Ramberg, das letzte Mitglied der Adelsfamilie der Ramberger, die Burg mitsamt Dorf für 2200 Gulden an Philipp IV. von Dalberg und seinen Bruder Wolfgang VII. Kämmerer von Worms. Sechs Jahre später brannte die Burg während des Bauernkriegs vollständig aus.
1536 ging die Ruine durch Kauf an die Grafen von Löwenstein. Nach der vollständigen Zerstörung durch einen Blitzeinschlag im Jahr 1560 wurde sie als Wohnburg wieder aufgebaut. Aus dieser Zeit der Umgestaltung der Burg stammen auch die markanten, ungewöhnlich großen Fensterbögen in der Seitenwand der Kernburg, welche in einer mittelalterlichen Wehranlage keinen Sinn ergeben hätten.
Während des Dreißigjährigen Kriegs wurde sie ausgeplündert, jedoch nicht zerstört.
Bis 1638 blieb sie als Amtssitz bewohnt, geriet jedoch immer mehr in Verfall und wurde zu Beginn des 18. Jahrhunderts als Steinbruch genutzt.

## Beschreibung
Eindrucksvoll sieht man bereits vom Tal aus Reste der mächtigen Schildmauer und des Palas. Daneben sind noch Halsgraben, kleinere Mauerreste und ein riesiger Felsenkeller erhalten.